# مقاطعة سيفيير (أركنساس)
مقاطعة سيفيير (بالإنجليزية: Sevier County)‏ هي إحدى مقاطعات ولاية أركنساس في الولايات المتحدة الأمريكية.دخلت الاتحاد الأمريكي في 1836 وكانت الولاية رقم 25 في دخول الاتحاد. عدد سكانها 2,673,400 نسمة (2000). تقع على الضفة الغربية لنهر المسيسبي، يحدها شمالاً ومن الشرق قليلاً ولاية ميسورين ومن الشرق نهر المسيسبي، ومن الشرق الجنوبي ولاية المسيسبي، ومن الجنوب ولاية لويزيانة ومن الجنوب الغربي ولاية تكساس، ومن الغرب ولاية تكساس وولاية أوكلاهوما. وهي أقرب بشكلها إِلى المربع وتصل أبعادها من كل اتجاه إِلى نحو 400كم. وتبلغ مساحتها 137538 كم²، وعاصمتها لتل روك ليتل روك